# Потерянный рай (фильм, 1937)
«Потерянный рай» — советский чёрно-белый художественный фильм режиссёра Давида Рондели, снятый киностудией «Грузия-фильм» в 1937 году.

«Потерянный рай» — одна из лучших сатирических комедий грузинского кино, высмеивающая феодальные пережитки грузинского дворянства.— Кино. Энциклопедический словарь

## Сюжет
Грузия, 80-е годы XIX века. Пепела и Лазария влюблены в друг друга и встречаются тайком под покровом ночи. Дедушка Пепелы узнает об этом и решает как можно скорее выдать внучку замуж. Он поручает сватам найти выгодную партию для своей внучки.
Лазария батрак у двух разорившихся дворян: братьев Микелы и Аслана. Сваты приходят по-очереди то к одному то к другому брату. Оба брата не прочь жениться на Пепеле и поживиться приданым…

## В ролях (дублирование)
- Дудухана Церодзе — Пепела (Н. Пянтковская)
- Бату Кравейшвили — Лазария (Р. Пангов)
- Аркадий Хинтибидзе — Микела (Н. Александрович)
- Шалва Беджуашвили — Аслан (Ю. Боголюбов)
- Шалва Джапаридзе — Амбако (К. Николаев)
- Александр Жоржолиани — Аристо (Ч. Сушкевич)
- Владимир Ткешелашвили — Саломон (В. Сез)
- Илья Мампоря — Священник (А. Тарасов)
- Василий Баланчивадзе — Дедушка Антон (А. Кубацкий)